# Auppegard
Auppegard ist eine französische Gemeinde mit 688 Einwohnern (Stand 1. Januar 2022) im Département Seine-Maritime in der Region Normandie (vor 2016 Haute-Normandie). Sie gehört zum Arrondissement Dieppe und zum Kanton Luneray (bis 2015 Kanton Bacqueville-en-Caux). Die Einwohner werden Pougarais genannt.

## Geographie
Auppegard liegt etwa 9,7 Kilometer südlich von Dieppe im Pays de Caux.

## Bevölkerungsentwicklung
| Jahr      | 1962 | 1968 | 1975 | 1982 | 1990 | 1999 | 2007 | 2014 |
| Einwohner | 451  | 422  | 468  | 523  | 551  | 561  | 674  | 734  |

## Sehenswürdigkeiten
- Kirche Saint-Pierre aus dem 16. Jahrhundert
- Schloss aus dem 17. Jahrhundert